# Demjanskskölden
Demjanskskölden (tyska Demjanskschild eller Ärmelschild Demjansk) var en tysk militär utmärkelse som tilldelades soldater som hade stridit i Demjansk-fickan år 1942. Demjanskskölden instiftades av Adolf Hitler den 25 april 1943 och förärades omkring 100 000 mottagare.

### Webbkällor
- ”Demjansk Shield” (på engelska). Wehrmacht-Awards.com. Arkiverad från originalet den 7 december 2012. https://www.webcitation.org/6Cjxh53Sd?url=http://www.wehrmacht-awards.com/campaign_awards/shields/demjansk.htm. Läst 7 december 2012.